# Lago Pinatubo
Lago Pinatubo (en tagalo: Lawa ng Pinatubo) es un lago en el cráter del monte Pinatubo formado después de su erupción culminante el 15 de junio de 1991. El lago está situado cerca de los límites de las provincias de Pampanga, Tarlac y Zambales en el norte del país asiático de Filipinas, siendo el lago más profundo del país con 800 m (2.600 pies). Se encuentra a 90 km (56 millas) al noroeste de la capital, la ciudad de Manila.
En 1991 durante la erupción del monte Pinatubo fue destruida la cumbre original del volcán. En su lugar apareció una caldera de 2,5 kilómetros de diámetro (1,6 millas), cuyo centro está desplazado hacia el norte a 1 kilómetro de la cumbre antes de la erupción.
A principios de septiembre de 1991, un lago poco profundo se había formado. Las altas tasas de precipitaciones de la zona llevaron a una rápida transición de un lago pequeño y ácido caliente a un gran lago con temperatura casi de ambiente.